# Gottfried Fraenkel
Gottfried Samuel Fraenkel (* 23. April 1901 in München; † 26. Oktober 1984 in Urbana, Illinois) war ein deutsch-amerikanischer Zoologe (Entomologe).

## Leben und Tätigkeit
Fraenkel war ein Sohn des Juristen Emil Fraenkel (1867–1942) und seiner Ehefrau Flora, geb. Weil. Er hatte eine ältere Schwester, Anny Roth (* 1900) und eine jüngere Schwester, Lisbeth (1903–1939). Die Eltern und die ältere Schwester emigrierten in den 1930er Jahren nach Palästina. Fraenkels Onkel war der Kaufmann Siegmund Fraenkel. Sein Cousin war der Mathematiker Adolf Abraham Halevi Fraenkel.
Fraenkel besuchte das Wilhelmgymnasium in München, wo er 1920 das Abitur bestand. Anschließend studierte er Naturwissenschaften (Chemie) mit Hauptfach Zoologie an der Universität München. Zwischendurch verbrachte er ein Semester an der Technischen Hochschule in Breslau. Sein Hauptinteresse zu dieser Zeit galt dem Verhalten und der Orientierung von Tieren. 1925 promovierte Fraenkel mit einer von Otto Koehler betreuten Arbeit über Medusen (Quallen) zum Dr. phil. (Prüfungsdatum vom 4. März 1925). Zur Sammlung von Material für diese Arbeit hatte er einige Wochen an der Zoologischen Versuchsstation in Neapel verbracht. Diese Reise war notwendig geworden, nachdem seine eigenen Sammlungen von Blutegeln und Fischen durch einen Laborunfall zerstört worden waren. In seiner Arbeit wies er nach, dass die Statozysten den Medusen als Schwerkraftrezeptoren dienen – eine Vorstellung, die in diametralem Widerspruch zu der damals herrschenden Lehrmeinung stand. 
Nach dem Abschluss seiner Promotion kehrte Fraenkel mit einem Stipendium der Rockefeller-Stiftung zur Forschungsstation in Neapel zurück. Anschließend arbeitete er eine Zeit lang als Lehrer an der Israelitischen Realschule in Leipzig. 1927 erhielt er ein Stipendium der Notgemeinschaft der deutschen Wissenschaft, mit dem er in der Folgezeit bei Alfred Kuhn an der Universität Göttingen forschen konnte. Es folgten Tätigkeiten an den zoologischen Stationen Roscoff und Plymouth.
1928 ging Fraenkel, der sich in den Jahren zuvor in der zionistischen Bewegung engagiert hatte, nach Palästina, um dort als Lehrer zu arbeiten. Unter dem Einfluss von Friedrich Simon Bodenheimer, dem Leiter der Zoologischen Abteilung der Hebräischen Universität in Jerusalem, der ihm eine Assistentenstelle anbot, wandte er sich von der schulischen Lehre ab und der universitären Forschung zu. Den bald danach erfolgenden Ausbruch einer Heuschreckenplage nahm er zum Anlass, um die Physiologie und das Verhalten von Wanderheuschrecken zu erforschen, worüber er mehrere Arbeiten vorlegte. In diesem Zusammenhang entdeckte er den Tarsalreflex (die Entfernung des Substrates vom Tarsus führt bei bestimmten Insekten dazu, dass diese eine flugübliche Körperhaltung einnehmen und damit beginnen mit den Flügeln zu schlagen), der eine Grundlage für weitere Laborstudien zum Insektenflug bildete. Er blieb bis 1930 in Jerusalem.
Nach seiner Rückkehr nach Deutschland lehrte Fraenkel, nachdem er sich habilitiert hatte, von 1931 bis 1933 als Privatdozent Zoologie an der Universität Frankfurt.
Nach dem Machtergreifung der Nationalsozialisten im Frühjahr 1933 wurde Fraenkel aufgrund seiner jüdischen Herkunft aus dem Staatsdienst verdrängt. Er siedelte noch im selben Jahr nach London über, wo er als Forscher am University College der University of London unterkam. Während dieser Zeit führte er vielbeachtete Experimente zur Ligation von Fliegenlarven durch. Durch diese konnte er das Vorhandensein von Häutungshormonen (moulting Hormones) in Fliegen nachweisen, womit er eine Grundlagenarbeit zur modernen Insektenendokrinologie leistete. 1935 wurde er dann als Dozent (lecturer) am Imperial College of Science and Technology an derselben Institution bestallt: Für diese Einrichtung war er bis 1948, tätig. 1939 wurde er aufgrund des Ausbruchs des Zweiten Weltkriegs zusammen mit dem Rest der Zoologisch-Entomologischen nach Slough evakuiert.
Von den nationalsozialistischen Polizeiorganen wurde Fraenkel nach seiner Emigration als Staatsfeind eingestuft: Im Frühjahr 1940 setzte das Reichssicherheitshauptamt in Berlin sie auf die Sonderfahndungsliste G.B., ein Verzeichnis von Personen, die im Falle einer erfolgreichen deutschen Invasion Großbritanniens durch die Sonderkommandos der SS-Einsatzgruppen mit besonderer Priorität ausfindig gemacht und verhaftet werden sollten.
1946 unternahm Fraenkel eine Vortragsreise an die University of Minnesota und erhielt im Anschluss daran 1947 einen Ruf als Professor für Entomologie an der University of Illinois. 1948 siedelte er in die Vereinigten Staaten über, wo er bis zu seiner Emeritierung im Jahr 1972 diese Professur ausübte. 1953 erhielt er die amerikanische Staatsbürgerschaft.
Fraenkels Hauptforschungsgebiete waren die vergleichende Sinnes- und Nervenphysiologie. Während seiner Zeit an der University of Illinois gelang es Fraenkel 1952 zusammen mit dem Biochemiker Herbert Carter, Vitamin BT (Vergleiche Tenebrio spec.) als Carnitin zu isolieren und identifizieren. In der Folge gelang es, das allgemeine Vorkommen von Carnitin in Cofaktor-A-Übertragungsreaktionen (Coenzyme A Transfer reactions) nachzuweisen.
1968 lehrte Fraenkel als Gastprofessor an der Hebräischen Universität in Jerusalem und an der Universität Paris.
Fraenkels Nachlass wird heute im Archiv der Universität Illinois verwahrt.

## Ehrungen
Fraenkel war Ehrendoktor der Université Francois Rabelais Tours (1982) sowie der Hebrew University in Jerusalem (1984). Seit 1968 gehörte er der Amerikanischen National Academy of Sciences an. Zudem war er Fellow der American Association for the Advancement of Science (1972) und Ehrenmitglied der der Royal Entomological Society (1955) und der Linnean Society of London (1982).

## Familie
1928 heiratete Fränkel Rachel Sobol (* 1902 in Malat, Litauen; † 1984). Aus der Ehe gingen die Söhne Gideon August Fraenkel (* 21. Februar 1932 in Frankfurt) und Dan (* 1937 in London) hervor. Ersterer wurde später Professor für Chemie an der Ohio State University, letzterer Professor der Mikrobiologie an der Harvard University.

## Schriften
- Der statische Sinn der Medusen, München 1925. (Dissertation)
- The Orientation of Animals, 1940.
- Bibliography on Insect Nutrition, 1947.
- The Orientation of Animals: Kineses, Taxes and Compass Reactions, 1961. (zusammen mit Donald Livingston Gunn)